# Taeniolinum guadeloupense
Taeniolinum guadeloupense är en mångfotingart som beskrevs av Demange och Pereira 1985. Taeniolinum guadeloupense ingår i släktet Taeniolinum och familjen Ballophilidae.
Artens utbredningsområde är Guadeloupe. Inga underarter finns listade i Catalogue of Life.